# Ortodossia
L'ortodossia (dal greco όρθος, "retto", "corretto" e δόξα, "opinione", "dottrina") è l'accettazione piena e coerente dei principi di una dottrina. È usato nei contesti religiosi, viene contrapposto all'eresia o, appunto, eterodossia.
In generale, può significare l'insieme completo dei principi di una ideologia, una corrente di pensiero, una dottrina filosofica, religiosa o corrente artistica: per esempio "ortodossia marxista" o "ortodossia scientifica".

## Ebraismo
L'Ebraismo ortodosso segue le leggi della Torah scritta e di quella orale ricevute, secondo la tradizione ebraica, da Mosè direttamente da Dio sul monte Sinai nell'anno 2448 del calendario ebraico.

## Cristianesimo
Nel cristianesimo, l'ortodossia (in greco, "corretta opinione") è la piena aderenza a quelli che sono considerati, da parte di ciascuna Chiesa cristiana, gli insegnamenti autentici di Gesù Cristo e le verità di fede irrinunciabili, come sono presenti nella Rivelazione e sancite dai concili ecumenici.
In questo senso, "ortodosso" è il contrario di eretico (o, appunto, "eterodosso"). Ogni Chiesa, evidentemente, tende a considerare "ortodossa" almeno se stessa.
È a questo concetto di ortodossia che fanno riferimento le denominazioni sia delle Chiese "ortodosse", sia delle Chiese "ortodosse orientali", tutte in secolare polemica con la Chiesa cattolico-romana, da esse giudicata eterodossa a causa di divergenze dottrinali e liturgiche.
Ad utilizzare il termine "ortodosso" nella propria denominazione ufficiale, o comunque a definirsi spesso "ortodossi", sono dunque tre grandi gruppi di Chiese:
- Le Chiese ortodosse "calcedoniane", che riconoscono come ecumenici e dottrinalmente vincolanti i primi quattro Concili ecumenici, compreso quello di Calcedonia: rappresentano la parte più nota del mondo ortodosso e sono caratterizzate da una certa omogeneità, anche perché la maggior parte di esse, pur garantendo l'indipendenza di ogni Patriarcato o Chiesa autocefala, si professa in comunione con il Patriarcato ecumenico di Costantinopoli e utilizza nella liturgia il rito bizantino. In senso più ristretto, dunque, quando si parla di Ortodossia all'interno della cristianità, si fa normalmente riferimento a questa specifica corrente, distinta dal cattolicesimo e dal protestantesimo, ma anche dalle Chiese orientali antiche.
- Le Chiese ortodosse orientali, che diversamente da quelle calcedoniane non riconoscono come valido il Concilio di Calcedonia del 451; originarie di zone non dominate in passato dall'Impero Romano d'Oriente, sono caratterizzate da un'elevata eterogeneità rituale e disciplinare. Ne sono esempi la Chiesa ortodossa etiope, quella copta e quella armena. Secondo alcune stime, nel 2017 rappresentano circa un quinto degli ortodossi.[2]
- La Chiesa assira d'Oriente, che non riconosce neanche il Concilio di Efeso del 431; nel 2016 conta circa 250 000 fedeli, che vivono prevalentemente in Iraq, in Iran, in India e nel mondo occidentale.[2]

Anche la Chiesa cattolico-romana, naturalmente, si professa "ortodossa", e ritiene "eretiche", o per lo meno "scismatiche", tutte le altre Chiese.  In questo caso specifico, per "ortodossia" essa intende l'insieme delle verità di fede enunciate ufficialmente dal Magistero cattolico.